# Clive Dunn
Clive Robert Benjamin Dunn (Londra, 9 gennaio 1920 – Algarve, 6 novembre 2012) è stato un attore, comico e artista inglese, conosciuto soprattutto per aver preso parte alla sitcom Dad's Army.

## Biografia
Nato nel 1920, mosse i primi passi nel mondo dello spettacolo da giovanissimo negli anni '30 accanto a Will Hay nei film Boys Will Be Boys (1935) e Good Morning Boys (1937). Durante la seconda guerra mondiale la sua carriera si interruppe poiché trascorse quattro anni come prigioniero tedesco. Nel 1954 apparve in diversi episodi di Happy Holidays mentre tra il 1956 ed il 1957 lavorò in TV con Tony Hancock.
Nei primi anni '60 fu nuovamente in TV nella serie Bootsie and Snudge, in cui interpretò Henry Beerbohm Johnson. Dopo altri film e serie (tra cui Orlando, 1967), nel 1968 iniziò a interpretare il suo ruolo più  celebre, quello del caporale Jack Jones nel telefilm L'esercito di papà, andato in onda sulla BBC fino al 1977. Tra le sue battute più famose in questo ruolo, da ricordare "Niente panico, niente panico!".
Partecipò anche a My Old Man (1974-1975) e Grandad (1979-1984).

## Filmografia parziale
- Larry, agente segreto (The Treasure of San Teresa), regia di Alvin Rakoff (1959)
- Come uccidere un'ereditiera (She'll Have to Go), regia di Robert Asher (1962)
- La signora sprint (The Fast Lady), regia di Ken Annakin (1962)
- Mani sulla luna (The Mouse on the Moon), regia di Richard Lester (1963)
- La ruota di scorta della signora Blossom (The Bliss of Mrs. Blossom), regia di Joseph McGrath (1968)
- Gangster tuttofare (Crooks and Coronets), regia di Jim O'Connolly (1969)
- Le incredibili avventure del signor Grand col complesso del miliardo e il pallino della truffa (The Magic Christian), regia di Joseph McGrath (1969)
- Il diabolico complotto del dottor Fu Manchu (The Fiendish Plot of Dr. Fu Manchu), regia di Piers Haggard (1980)